# Zlib
Ne doit pas être confondu avec Z-Library.
zlib est une bibliothèque logicielle de compression de données. Elle implémente l'algorithme de compression deflate et peut créer des fichiers au format gzip. Cette bibliothèque est très largement utilisée, grâce à sa taille réduite, son efficacité et sa souplesse d'utilisation.
Comme gzip, zlib a été écrit par Jean-Loup Gailly et Mark Adler.
Les formats de données utilisés par la bibliothèque zlib sont décrits dans les RFC 1950, 1951 et 1952.